# Europäische Schule Frankfurt
Die Europäische Schule Frankfurt (englisch European School Frankfurt; französisch: École européenne de Francfort-sur-le-Main), auch bekannt als ESF oder ESFFM, ist eine Europäische Schule im Frankfurter Stadtteil Niederursel und eine von 13 Europäischen Schulen. Derzeit (Stand 2022) wird die Schule von circa 1600 Schülern besucht.

## Geschichte
Die Schule wurde im Jahr 2002 eröffnet. Sie betreut Schüler der Vorschule, der Grundschule und der Sekundarstufe. Die Schule war seinerzeit für maximal 900 Schüler konzipiert. Da die Schülerzahl rasch anwuchs, fanden umfangreiche Umbau- und Erweiterungsmaßnahmen statt.
Zusätzlich zu den vier Sprachsektionen Deutsch, Englisch, Französisch und Italienisch wurde im Jahr 2018 die spanische Sprachsektion im Bereich der Vorschule eingeführt, die kontinuierlich aufgebaut wird. Schüler ohne eigene Sprachabteilung (SWALS) werden in ihrer Muttersprache in allen Sprachen der EU-Mitgliedsstaaten unterrichtet (mit Ausnahme von Maltesisch).
Aufgrund einer weiteren prognostizierten Steigerung der Schülerzahlen ist seit Jahren (Stand 2022) ein Neubau auf einem größeren Grundstück in Gespräch. Als mögliche neue Standorte wurden über ein Areal nördlich der Heerstraße in Frankfurt-Praunheim und das Gelände einer Sportanlage im Stadtteil Sachsenhausen direkt gegenüber der Europäischen Zentralbank diskutiert. Die Regierungskoalition in Frankfurt hat im Juni 2022 beschlossen den Festplatz am Ratsweg, auf dem bisher unter anderem die Frankfurter Dippemess stattfindet, zu nutzen, die Dippemess würde dann auf das Gelände am Rebstock umziehen.